# Рэдклифф, Дэниел
Дэ́ниел Дже́йкоб Рэ́дклифф (англ. Daniel Jacob Radcliffe; род. 23 июля 1989, Лондон, Англия, Великобритания) — британский актёр театра, кино и телевидения, продюсер.
Известен как исполнитель роли Гарри Поттера в многолетней серии одноимённых фильмов, снятых по произведениям писательницы Джоан Роулинг. В 2009 году был занесён в Книгу рекордов Гиннесса как самый высокооплачиваемый актёр десятилетия. Получил именную звезду на голливудской Аллее славы в Калифорнии за вклад в киноискусство.

## Жизнь и актёрская карьера

### Детство и юность
Родился 23 июля 1989 года в городе Фулеме, западном районе Лондона. Единственный ребёнок в семье. Мать — Марсия Джанин Грэшем Джейкобсон, агент по кастингу, уроженка ЮАР еврейского происхождения, отец — Алан Джордж Рэдклифф, литературный агент, протестант, родился в Банбридже (Северная Ирландия). Воспитывался вне религии. Предки Рэдклиффа по материнской линии были еврейскими иммигрантами из Литвы, Германии, Польши и России. В 2019 году он принял участие в телепередаче «Родословная семьи», где узнал много нового о своих родственных связях.
Уже в 5 лет начал проявлять интерес к актёрской профессии, когда появился в школьной постановке в роли обезьяны. Рэдклифф получил образование в двух частных школах для мальчиков: в Sussex House School и в школе Лондонского Сити. Однако потом ему стало очень сложно их посещать, потому что из-за роли в самой первой части фильма о Гарри Поттере одноклассники стали враждебно к нему относиться. В итоге школу пришлось бросить.

### Кино

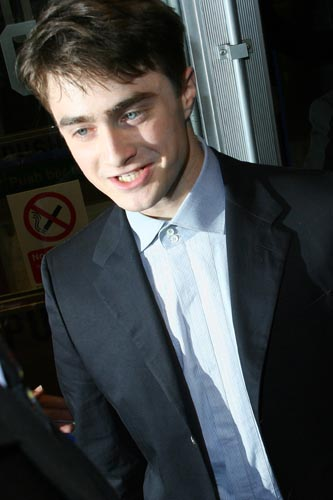
Рэдклифф в 2007 году

Впервые молодой актёр появился на экране в 1999 году в телефильме BBC «Дэвид Копперфилд». В том же году прошёл кинопробы на роль Гарри Джеймса Поттера в фильме режиссёра Криса Коламбуса «Гарри Поттер и философский камень». Съёмки начались в 2000 году, а выпуск ленты состоялся в 2001 году. Фильм пользовался огромным успехом, мировые кассовые сборы превысили 970 млн долларов. Перед этим Рэдклифф появился в небольшой роли в фильме «Портной из Панамы» (Пирс Броснан и Джеффри Раш в главных ролях).
Затем последовали продолжения — «Гарри Поттер и Тайная комната», «Гарри Поттер и узник Азкабана», «Гарри Поттер и Кубок огня», «Гарри Поттер и Орден Феникса», «Гарри Поттер и Принц-Полукровка», «Гарри Поттер и Дары Смерти: Часть 1» и «Гарри Поттер и Дары Смерти: Часть 2», которые сделали не менее внушительные сборы.
Гонорар Дэниела за участие в первом фильме о Гарри Поттере составил £150 000, за «Гарри Поттер и Кубок огня» — £5,6 млн, а за «Гарри Поттер и Орден Феникса» составил не менее 8 млн. В настоящее время состояние Дэниела оценивается более чем в £23 млн.
3 февраля 2012 года в мировой прокат, а 15 марта 2012 в России, вышел новый фильм с участием Дэниела — «Женщина в чёрном», собравший в России чуть меньше 5 млн долларов.
В одном из эпизодов сериала «Массовка» снялся в роли самого себя.
В 2017 году Дэниэл исполнил роль выжившего в Амазонии Йосси Гинсберга в психологическом триллере «Джунгли» режиссёра Грега Маклина.

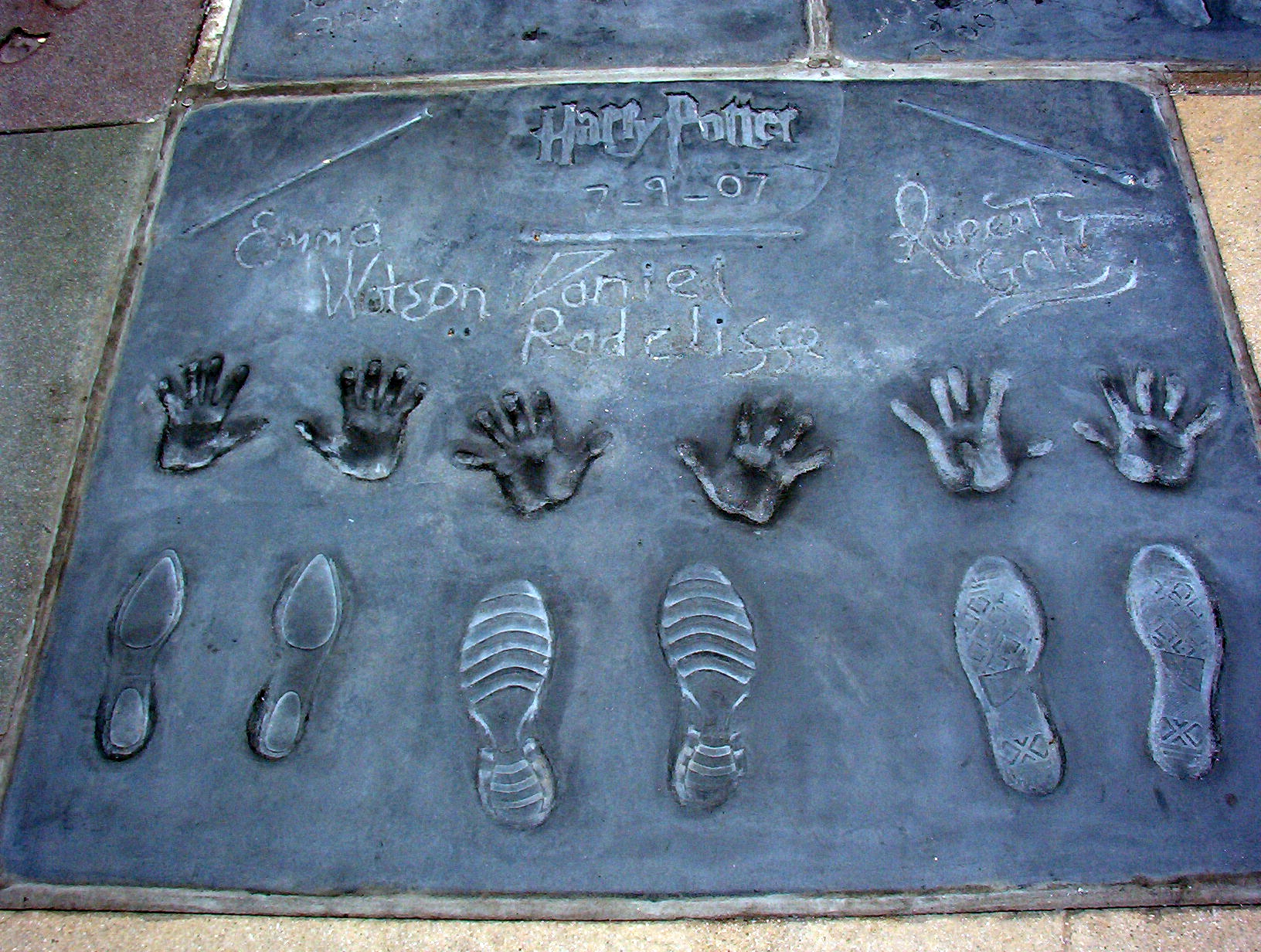
Отпечатки рук и ног Эммы Уотсон, Дэниела Рэдклиффа и Руперта Гринта напротив Китайского театра Граумана

### Театр

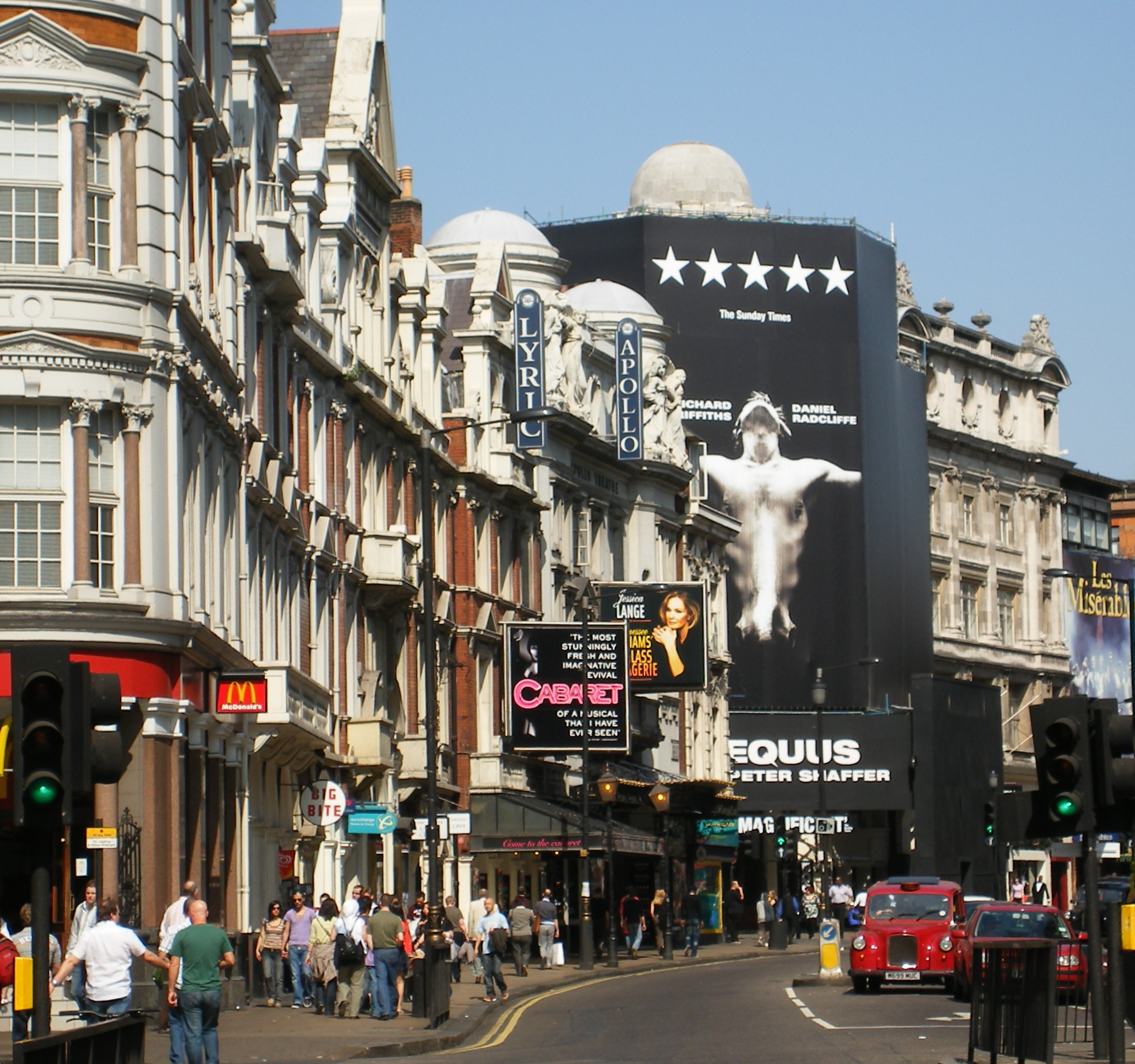
Лондонский Гилгуд-театр с афишей «Эквуса»

В 2004 году, помимо работы в кино, исполнил роль в лондонской версии постановки музыкальной комедии «The Play What I Wrote».
С февраля 2007 года по февраль 2009 года играл в другой театральной постановке — «Эквусе», по знаменитой пьесе Питера Шеффера, режиссёр Теа Шеррок: сначала в Вест-Энде (Гилгуд-театр, 27 февраля — 9 июня), а затем на Бродвее (Бродхёрст-театр), 5 сентября 2008 — 9 февраля 2009).
По сюжету пьесы Алан Стрэнг, мальчик-конюх, на почве любви к лошадям ослепляет их и сходит с ума (роль психиатра Дайзерта исполнял Ричард Гриффитс, — Дядя Вернон в «Гарри Поттере»). После того как были выпущены первые фотографии спектакля с обнажённым героем Рэдклиффа, многие родители выступили с требованием пресечь участие Дэниела в этом мероприятии, пригрозив в противном случае запретить своим детям просмотр его фильмов.
В 2011 году сыграл Джей Пайрпонт Финча, мойщика окон из Нью-Йорка, в мюзикле «Как преуспеть в бизнесе, ничего не делая».
С 25 февраля по 6 мая 2017 года играл Розенкранца в пьесе Тома Стоппарда «Розенкранц и Гильденстерн мертвы» в театре Олд Вик (в роли Гильденстерна — Джошуа Магвайр). Постановка получила четырёхзвездочные отзывы от The Guardian, The Independent и The Telegraph, а присутствие Рэдклиффа обеспечило полностью проданные залы на весь период показа, что повлекло за собой продление спектакля (первоначальная дата закрытия 29 апреля). 20 апреля 2017 года спектакль транслировался в кинотеатрах Великобритании и по всему миру в рамках проекта «Национальный театр в прямом эфире».

### Прочие работы
В 2007 году в журнале «Rubbish» были напечатаны его стихотворения под псевдонимом Джейкоб Гершон (англ. Jacob Gershon). Девичья фамилия матери Грэшем (англ. Gresham) является англизированной адаптацией еврейской фамилии Гершон.

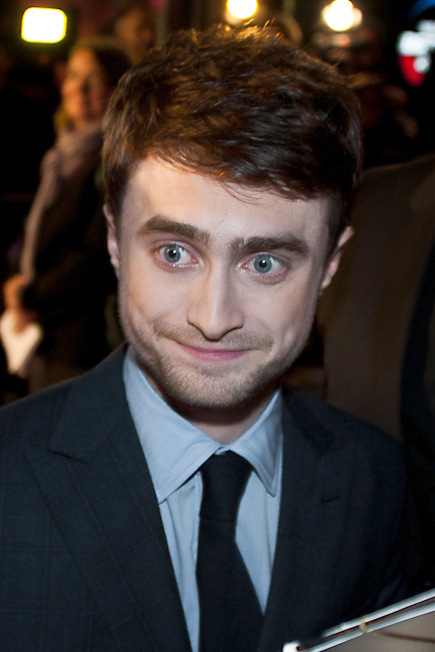
Рэдклифф в 2013 году.

Также Рэдклифф задействован в клипе британской инди-группы Slow Club на песню «Beginners» (2012 г.).

### Общественная деятельность
Дэниел вносит посильный вклад в борьбу за права геев. Выступая против гомофобии, Рэдклифф в 2009 году начал сниматься в социальной рекламе для проекта «Тревор», организации, занимающейся предоставлением образовательных материалов о гомосексуальности и предотвращением самоубийств ЛГБТ-подростков. Актёр впервые узнал о проекте во время работы над пьесой «Эквус» в 2008 году. Он сделал серьёзное финансовое пожертвование этой организации. В интервью 2010 года Дэниел сказал:

Я всегда ненавидел тех, кто нетерпим к геям, лесбиянкам или бисексуалам. Я считаю, мне очень повезло, что сейчас я могу реально помочь и внести свой посильный вклад.
Оригинальный текст (англ.)I have always hated anybody who is not tolerant of gay men or lesbians or bisexuals. Now I am in the very fortunate position where I can actually help or do something about it.

В том же интервью он говорил о важности участия публичных персон в борьбе за равные права. Рэдклифф считает эту деятельность одной из самых важных составляющих своей карьеры. В 2011 году Проектом «Тревор» актёр был удостоен награды «Hero Award».

## Личная жизнь
В 2008 году Рэдклифф признался, что страдает диспраксией, он не может завязывать шнурки на ботинках.
Заявил, что он является атеистом, а также гордится тем, что он еврей.
В 2009 году в интервью журналу Attitude актёр заявил о своей поддержке либеральных демократов.
В январе 2012 года Рэдклифф заявил, что находится в отношениях с ассистенткой режиссёра Рози Кокер. Но уже в октябре того же года стало известно об их разрыве. С 2012 года встречается с американской актрисой Эрин Дарк, которую встретил на съёмках фильма «Убей своих любимых». В 2014 году ходили слухи об их помолвке, но отец Эрин опроверг их в декабре. Эрин и Дэниел поженились лишь в 2020 году. 25 апреля 2023 года стало известно, что у Дэниела и Эрин родился первенец, сын Аарон Рэдклифф.

## Фильмография
| Год       |     | Русское название                           | Оригинальное название                             | Роль                                  |
| --------- | --- | ------------------------------------------ | ------------------------------------------------- | ------------------------------------- |
| 1999      | тф  | Дэвид Копперфилд                           | David Copperfield                                 | юный Дэвид Копперфилд                 |
| 2001      | ф   | Портной из Панамы                          | The Tailor of Panama                              | Марк Пендел                           |
| 2001      | ф   | Гарри Поттер и философский камень          | Harry Potter and the Philosopher's Stone          | Гарри Поттер                          |
| 2002      | ф   | Гарри Поттер и Тайная комната              | Harry Potter and the Chamber of Secrets           | Гарри Поттер                          |
| 2004      | ф   | Гарри Поттер и узник Азкабана              | Harry Potter and the Prisoner of Azkaban          | Гарри Поттер                          |
| 2005      | с   | Массовка                                   | Extras                                            | камео                                 |
| 2005      | ф   | Гарри Поттер и Кубок огня                  | Harry Potter and the Goblet of Fire               | Гарри Поттер                          |
| 2007      | ф   | Гарри Поттер и Орден Феникса               | Harry Potter and the Order of the Phoenix         | Гарри Поттер                          |
| 2007      | ф   | Декабрьские мальчики                       | December Boys                                     | Мапс                                  |
| 2007      | тф  | Мой мальчик Джек                           | My boy Jack                                       | Джон Киплинг                          |
| 2009      | ф   | Гарри Поттер и Принц-полукровка            | Harry Potter and the Half-Blood Prince            | Гарри Поттер                          |
| 2010      | мф  | Симпсоны, эпизод «Treehouse of Horror XXI» | The Simpsons: Treehouse of Horror XXI             | Эдмунд                                |
| 2010      | ф   | Гарри Поттер и Дары Смерти: Часть 1        | Harry Potter and the Deathly Hallows – Part 1     | Гарри Поттер                          |
| 2010      | кор | Гарри Поттер и запрещённое приключение     | Harry Potter and the Forbidden Journey            | Гарри Поттер                          |
| 2011      | ф   | Гарри Поттер и Дары Смерти: Часть 2        | Harry Potter and the Deathly Hallows – Part 2     | Гарри Поттер                          |
| 2012      | ф   | Женщина в чёрном                           | The Woman in Black                                | Артур Киппс                           |
| 2012—2013 | с   | Записки юного врача                        | A Young Doctor's Notebook                         | Владимир Бомгард                      |
| 2013      | ф   | Убей своих любимых                         | Kill Your Darlings                                | Аллен Гинзберг                        |
| 2013      | ф   | Дружба и никакого секса                    | The F Word / What If                              | Уоллес                                |
| 2013      | ф   | Рога                                       | Horns                                             | Иг Перриш                             |
| 2015      | ф   | Девушка без комплексов                     | Trainwreck                                        | выгульщик собак                       |
| 2015      | ф   | Виктор Франкенштейн                        | Victor Frankenstein                               | Игорь Штрауссман                      |
| 2015      | ф   | Переломный момент                          | The Gamechangers                                  | Сэм Хаузер                            |
| 2016      | ф   | Иллюзия обмана 2                           | Now You See Me 2                                  | Уолтер Мэбри                          |
| 2016      | ф   | Человек – швейцарский нож                  | Swiss Army Man                                    | Мэнни                                 |
| 2016      | ф   | Абсолютная власть                          | Imperium                                          | Нейт Фостер                           |
| 2016      | ф   | Молодые американцы                         | Young Americans                                   | Ли Атвоуэтер                          |
| 2017      | ф   | Отвязные приключения в Лондоне             | Lost in London                                    | в роли самого себя                    |
| 2017      | ф   | Джунгли                                    | Jungle                                            | Йосси Гинсберг                        |
| 2018      | ф   | Опасное задание                            | Beast of Burden                                   | Шон Хэггерти                          |
| 2019      | мф  | Playmobil фильм: Через вселенные           | Playmobil: The Movie                              | Рэкс Дашер (озвучка)                  |
| 2019—2023 | с   | Чудотворцы                                 | Miracle Workers                                   | Крейг / Принц Чонсли / Иезекиль Браун |
| 2019      | ф   | Пушки Акимбо                               | Guns Akimbo                                       | Майлз                                 |
| 2020      | ф   | Побег из Претории                          | Escape from Pretoria                              | Тимоти Питер Дженкин                  |
| 2022      | тф  | Возвращение в Хогвартс                     | Harry Potter 20th Anniversary: Return to Hogwarts | в роли самого себя                    |
| 2022      | ф   | Затерянный город                           | The Lost City                                     | Фэйрфакс                              |
| 2022      | ф   | Странный Эл                                | Weird: The Al Yankovic Story                      | «Странный Эл» Янкович                 |
| 2025      | ф   | Иллюзия обмана 3                           | Now You See Me: Now You Don't                     | Уолтер Мэбри                          |

## Награды
Полный список наград и номинаций на сайте IMDb.

### Награды
2012
- Награда за лучшего героя и лучшую экранную команду 2012 MTV Movie Awards U.S. (в фильме «Гарри Поттер и Дары Смерти: Часть 2»).[47][48]

2022
- Награда MTV Movie & TV Awards за лучшего кинозлодея (в фильме «Затерянный город»).[49]

### Номинации
2002
- Награда за мужской прорыв года 2002 MTV Movie Awards U.S. (в фильме «Гарри Поттер и философский камень»).[50]

2006
- Награда за лучшего героя и лучшую экранную команду 2006 MTV Movie Awards U.S. (в фильме «Гарри Поттер и Кубок огня»).